# Cathy Clerbaux
Cathy Clerbaux, née à Tournai (Belgique) est une physicienne de l'atmosphère et directrice de recherche au Laboratoire atmosphères et observations spatiales (LATMOS). Elle est spécialiste du sondage atmosphérique par satellite dans l'infrarouge.  Elle consacre une grande partie de son travail à la mission IASI sur le satellite MetOp. En 2021, elle reçoit la médaille d'argent du CNRS.

## Biographie
Après des études de physique, elle soutient sa thèse de doctorat de physique en spectroscopie moléculaire en 1993 à l'Université libre de Bruxelles. Elle effectue ses études post-doctorales au Centre national d'études spatiales. En 1995, elle obtient un poste de chercheure au CNRS au Service d'aéronomie.
Elle dirige ses recherches au LATMOS depuis 2009. Elle étudie l'impact de l'homme sur la planète à l’aide de données obtenues par satellite. Elle est également professeure invitée à l'Université libre de Bruxelles. Son travail consiste à mettre au point des instruments pour surveiller l’atmosphère et son évolution. Ses applications concernent notamment les pics de pollution au-dessus des villes, les feux de forêt, les cendres volcaniques, les gaz à effet de serre, les émissions d’ammoniac associées à l’agriculture intensive, l'évolution du trou dans la couche d’ozone,.
Elle s'investit également en politique et rejoint le parti Ecolo. En décembre 2013, elle est choisie par Ecolo pour remplacer Annemie Vermeylen à la présidence du conseil communal de Watermael-Boitsfort. En 2018, elle devient échevine du bourgmestreOlivier Deleuze, et y est chargée de la participation, de l'énergie, des espaces verts et de la propreté publique jusqu'à la fin de son mandat en 2024.

## Distinctions et récompenses
- 2014 : 
  - Prix Gérard-Mégie de l'Académie des Sciences[5]
  - Grand Prix de l'Académie de l'air et de l'espace
- 2016 :
  - Bourse Advanced Grant du Conseil européen de la recherche pour le projet : Détection des indicateurs du réchauffement climatique à partir de données hyperspectrales mesurées par satellite (IASI-FT)[6],[7].
  -  Chevalière de la Légion d'honneur
  - Scientifique affiliée au National Center for Atmospheric Research[8]
- 2020 : Membre titulaire de l'Académie de l'air et de l'espace[9]
- 2021 : Médaille d'argent du CNRS[10]